# Москаленко Вікторія Вікторівна
Вікто́рія Ві́кторівна Москале́нко (нар. 5 травня 1979, село Мішково-Погорілове, Жовтневого району Миколаївської області) — українська державна діячка, голова Миколаївської обласної ради з 3 грудня 2015 по 9 грудня 2020 року.

## Біографія
Закінчила Миколаївський гуманітарний інститут Українського державного морського технічного університету за спеціальністю правознавство та Державний вищий навчальний заклад «Київський національний економічний університет імені Вадима Гетьмана» за спеціальністю бізнес-адміністрування.
З 2001 року працювала юрисконсультом Товариства з обмеженою відповідальністю (ТОВ) "Юридична фірма «Авторитет КС», а з 2005 року — в ТОВ «Феміда-Південь». У 2006 році отримала свідоцтво про право на зайняття адвокатською діяльністю. У 2013—2014 роках була адвокатом миколаївського Євромайдану.
У березні 2014 року обрана на посаду заступника голови Жовтневої районної ради Миколаївської області. З червня 2014 року по грудень 2015 року — голова Жовтневої районної державної адміністрації Миколаївської області.
Депутат Миколаївської обласної ради VII скликання від Блоку Петра Порошенка «Солідарність».
З 3 грудня 2015 по 9 грудня 2020 року — голова Миколаївської обласної ради VII скликання.